# Abuso entre irmãos
Abuso entre irmãos inclui o abuso físico, psicológico ou abuso sexual de um irmão por outro. Na maioria dos casos, o irmão mais novo é abusado pelo irmão mais velho. O abuso entre irmãos é a forma mais comum de violência familiar nos EUA, mas é o menos denunciado. Ao contrário da rivalidade entre irmãos, o abuso entre irmãos é caracterizado pelo tratamento unilateral de um irmão para com o outro.
Verificou-se que o abuso entre irmãos ocorre com mais frequência em famílias disfuncionais onde há abuso por parte dos pais. Nos EUA, 40% das crianças já demonstraram agressão física contra um irmão, e até 85% das crianças já praticaram abuso verbal contra seu irmão.

### Abuso físico
O abuso físico entre irmãos é definido como um irmão causando deliberadamente violência a outro irmão. O abuso pode ser infligido através de empurrões, socos, tapas, chutes, mordidas, beliscões, arranhões e puxões de cabelo. O abuso físico entre irmãos é mais comum do que a intimidação entre colegas e outras formas de abuso familiar, como o abuso conjugal ou abuso infantil, embora, por uma multiplicidade de razões, seja muito difícil calcular taxas exatas de prevalência. Mesmo quando o abuso entre irmãos é reconhecido, ele permanece fortemente subnotificado, devido à falta de recursos fornecidos às famílias, como os serviços de proteção à criança e os denunciantes obrigatórios.
A agressão entre irmãos é algo comum mesmo em famílias que não poderiam ser classificadas como abusivas de forma generalizada, com 37% de 498 crianças cometendo pelo menos um ato de abuso grave durante o ano anterior; em famílias abusivas, 100% das crianças cometeram pelo menos um ato de abuso grave. Em famílias de imigrantes paquistaneses no Reino Unido, os irmãos apresentam a maior proporção de abuso físico em comparação com outros membros da família, com 35% sendo praticado pelos irmãos, comparado a 33% pelas mães e 19% pelos pais.
Vários estudos mostram que as irmãs têm maior probabilidade de ser vitimadas pelos irmãos do que vice-versa. Além disso, a idade também é um fator que contribui para o abuso entre irmãos, sendo que irmãos mais velhos têm maior probabilidade de abusar dos irmãos mais novos.

### Abuso psicológico
O abuso psicológico entre irmãos é ainda mais difícil de identificar. O abuso psicológico entre irmãos pode ser identificado tanto pela frequência quanto pela intensidade de interações prejudiciais. Essas interações podem incluir ridicularização para expressar desprezo, assim como degradação da autoestima do outro. Adultos, como os pais ou profissionais de cuidado, têm dificuldade em diferenciar entre agressão psicológica e abuso, pois é difícil identificar quando o equilíbrio de poder não está distribuído de forma equitativa. Assim, as consequências da agressão não se limitam apenas a lesões, mas incluem também o controle ou a dominação de um irmão sobre o outro.
Embora tenha sido considerado o tipo de abuso mais prevalente no conflito entre irmãos, as taxas de prevalência são difíceis de calcular, devido à dificuldade em diferenciar agressão de abuso. Whipple e Finton relatam que "Os maus-tratos psicológicos entre irmãos são uma das formas mais comuns, mas frequentemente sub-reconhecidas, de abuso infantil." Vários pesquisadores encontraram consequências negativas psicológicas, acadêmicas e sociais relacionadas à agressão e ao abuso entre irmãos; entretanto, inferência causal requer mais estudos. Um estudo constatou que sobreviventes de abuso entre irmãos na idade adulta apresentam taxas muito mais altas de afastamento emocional (34%) em relação a irmãos do que o evidente na população geral (<6%).

### Abuso sexual
O abuso sexual entre irmãos é definido como comportamento sexual "que não é apropriado para a idade, não é transitório e não é motivado por curiosidade compatível com o desenvolvimento." Para identificar o abuso sexual, é necessário que haja coerção e dominação sobre um irmão. As taxas de prevalência também são difíceis de calcular por várias razões: as vítimas frequentemente não percebem que estão sofrendo abuso, até alcançarem a maturidade e terem uma compreensão melhor do papel que desempenharam durante os encontros; elas têm medo de denunciar; e não há consenso sobre uma definição de abuso sexual entre irmãos.
Assim como em outras formas de abuso entre irmãos, há uma grande falta de denúncias em casos de abuso sexual entre irmãos, pois os pais ou não o reconhecem como abuso ou tentam encobri-lo. Um risco aumentado de abuso sexual entre irmãos pode ser encontrado em um clima sexual acentuado na família, ou em ambientes familiares rigidamente reprimidos sexualmente. O abuso sexual entre irmãos pode ter efeitos de longo prazo nas vítimas. Muitas vítimas foram diagnosticadas com uma variedade de problemas psicológicos. Verificou-se que as vítimas correlacionam dor e medo com o sexo, levando a problemas de longo prazo com a intimidade.
Rudd e Herzberger relatam que irmãos que cometeram incesto eram mais propensos a usar força do que pais que cometem incesto (64% contra 53%). De forma semelhante, Cyr e colegas constataram que cerca de 70% dos casos de incesto entre irmãos envolviam penetração sexual, substancialmente superior a outras formas de incesto. Bass e colegas escrevem que "o incesto entre irmãos ocorre com uma frequência que rivaliza e pode até exceder outras formas de incesto", porém apenas 11% dos estudos sobre abuso sexual infantil investigaram perpetradores entre irmãos. Rayment e Owen relatam que "[em comparação dos] padrões delituosos dos infratores entre irmãos com outros infratores sexuais adolescentes ... os abusadores entre irmãos confessaram mais ofensas sexuais, tiveram uma taxa de recidivismo mais alta, e a maioria se envolveu em comportamentos sexuais mais intrusivos do que outros infratores sexuais adolescentes. O agressor entre irmãos tem mais acesso à vítima e existe dentro de uma estrutura de silêncio e culpa." Uma pesquisa com oitocentas estudantes universitários, relatada por David Finkelhor, no Journal of Marriage and Family Counseling, constatou que quinze por cento das mulheres e dez por cento dos homens foram abusados sexualmente por um irmão mais velho.

## Identificação
Rivalidade entre irmãos, competição e desentendimentos são considerados componentes normais da infância e adolescência. Para identificar o abuso entre irmãos físico, psicológico e relacional, os profissionais e os pais precisam observar o comportamento e fazer perguntas sobre as relações entre os irmãos que os ajudem a compreender se existem características que diferenciem a agressão do abuso. O abuso sexual entre irmãos requer considerações adicionais. As vítimas podem, inicialmente, negar a existência de qualquer tipo de abuso, mas isso pode ser porque ainda não perceberam a situação. Perguntas acerca da prevalência dos tipos de agressão, frequência, intenção de causar dano, magnitude da agressão e dominação unilateral auxiliam na avaliação da existência do abuso. Em relação ao abuso sexual, os indivíduos são menos propensos a falar abertamente sobre o assunto, diferentemente de outras formas de abuso, como o físico ou o psicológico. Por essa razão, além de fazer perguntas diretas sobre o abuso sexual entre irmãos, os profissionais e os pais devem estar atentos a comportamentos que possam indicar a sua presença. Outro desafio surge ao diferenciar o abuso sexual de um comportamento sexual adequado. A maior diferença reside em como o incesto ocorre com o consenso de ambos os irmãos, enquanto o abuso sexual não ocorre dessa forma. Uma vítima pode não estar ciente de que não consentiu devido à inocência ou à falta de compreensão do que estava acontecendo. Este último geralmente ocorre em crianças que são muito novas para entender as implicações e os limites sexuais.[carece de fontes?]
Wiehe sugere que quatro critérios devem ser usados para determinar se um comportamento questionável se trata de rivalidade ou de abuso. Primeiro, é preciso determinar se o comportamento questionável é apropriado para a idade, já que as crianças utilizam diferentes táticas de resolução de conflitos durante as várias fases do desenvolvimento. Segundo, é necessário verificar se o comportamento é um incidente isolado ou parte de um padrão contínuo: o abuso é, por definição, um padrão de longo prazo e não desentendimentos ocasionais. Terceiro, é preciso identificar se há um "aspecto de vitimização" no comportamento: a rivalidade tende a ser específica a um incidente, recíproca e óbvia para os demais, enquanto o abuso é caracterizado pelo sigilo e pelo desequilíbrio de poder. Quarto, é necessário determinar o objetivo do comportamento questionável: o objetivo do abuso tende a ser envergonhar ou dominar a vítima.

## Fatores de risco
Existem vários fatores de risco importantes associados ao abuso entre irmãos. Eles podem ser categorizados em fatores do sistema familiar, comportamento parental, individuais e outros fatores de risco.

### Sistema familiar
Esta categoria de fatores de risco associados ao abuso entre irmãos analisa o sistema familiar como um todo. Inclui relações negativas e conflituosas entre pais e filhos, hostilidade dos pais em relação a uma criança, abuso conjugal, conflitos entre parceiros, conflitos conjugais, insatisfação conjugal da mãe e expressividade emocional negativa, autocrítica materna, estresse financeiro, baixa coesão familiar, desorganização familiar e caos no ambiente doméstico, explosões de raiva do marido, baixa escolaridade materna, e triangulação familiar.

### Comportamento parental
Esta categoria de fatores de risco associados ao abuso entre irmãos examina o comportamento parental dos cuidadores adultos. Inclui o tratamento diferencial dos pais em relação às crianças, pais que favorecem irmãs nascidas posteriormente, comparação ativa e direta de forma julgadora, pais que rotulam seus filhos como "ruim-bom" e "fácil-difícil", baixa participação parental, particularmente por parte dos pais, parentalidade ineficaz, disciplina inconsistente, parentalidade coercitiva, comportamentos maternos coercitivos, rejeitadores e excessivamente controladores, abuso infantil pelos pais, uso de violência pelos pais para resolver conflitos entre pais e filhos, negligência parental e aprovação da agressão, castigo corporal, falta de supervisão, não intervir no conflito entre irmãos, não reconhecer as denúncias de maus-tratos manifestadas pelas crianças, não reforçar os comportamentos pró-sociais, e restringir os esforços das crianças para diversificar interesses e especializações.

### Individuais
Esta categoria de fatores de risco associados ao abuso entre irmãos considera as características individuais da criança agressora e da criança vítima. Para as crianças agressoras, os fatores de risco individuais conhecidos incluem a falta de empatia pelas vítimas, temperamento agressivo, autoestima mais baixa ou mais alta do que a dos pares, necessidades pessoais não satisfeitas de contato físico em ambientes carentes de afeto, experiência de vitimização, inclusive por parte dos irmãos, cuidado fraterno de irmãos mais novos, e tédio. Para as crianças vítimas, um fator de risco conhecido é o sofrimento psicológico, como raiva, depressão e ansiedade decorrentes da vitimização por violência entre irmãos (ligado à revitimização).

### Outros fatores de risco
Outros fatores de risco associados ao abuso entre irmãos também foram identificados. Um deles é a ordem de nascimento e o espaçamento etário. Um estudo constatou que crianças nascidas primeiro tinham maior probabilidade de serem autoras de abuso entre irmãos. Imitar o comportamento agressivo de um irmão mais velho, receber a tarefa de cuidar dos irmãos, e o espaçamento etário próximo também foram encontrados como fortemente associados ao abuso entre irmãos.
Outro fator de risco é o gênero. A presença de uma criança do sexo masculino no grupo de irmãos e pares de irmão mais velho e irmã mais nova estão associados à ocorrência de abuso entre irmãos e a ser do sexo feminino está associado à experiência de vitimização por um irmão.
O contexto sociocultural também influencia o abuso entre irmãos. Alguns fatores de risco do contexto sociocultural conhecidos incluem práticas culturais como primogenitura e patriarcado, deficiência de um irmão, pressão econômica familiar, cuidados excessivos prestados entre irmãos, e o contexto étnico/cultural em que a agressão entre irmãos é amplamente tolerada.
O alcoolismo parental, o apoio dos pais à agressão infantil, e a glorificação social da violência na mídia também foram associados ao abuso entre irmãos.

## Efeitos potenciais
Os efeitos do abuso entre irmãos se assemelham de perto aos de outras formas de abuso infantil. Os efeitos potenciais do abuso entre irmãos incluem dificuldade em separar o prazer da dor e o medo do desejo em um relacionamento sexual, revitimização na idade adulta, dificuldade em desenvolver e manter relacionamentos íntimos, dificuldade em negociar limites, problemas de intimidade e interdependência nos relacionamentos.
É possível que ocorram problemas significativos após o abuso entre irmãos, como regulação afetiva e distúrbios afetivos associados, controle de impulsos, somatização, transtorno de estresse pós-traumático, transtornos alimentares como anorexia ou bulimia nervosa, problemas relacionados ao abuso de substâncias, depressão maior e dificuldades de socialização. Irmãos podem apresentar comportamentos de internalização ou externalização que podem ser disruptivos para a unidade familiar. Tais problemas comportamentais podem escalar para outros problemas, como agressão e delinquência. Irmãos afetados pelo abuso entre irmãos podem ser mais suscetíveis ao desenvolvimento de transtorno de conduta e a apresentar maior sofrimento mental decorrente do abuso. O siblicídio pode ser um efeito do abuso entre irmãos, no qual um irmão comete homicídio contra outro; geralmente observado quando um irmão do sexo masculino, já adulto, ataca um irmão mais novo.

## Prevenção
Jonathan Caspi identificou vários métodos de prevenção para crianças e famílias, educadores e profissionais, pesquisadores e para a cultura em geral, no livro Agressão entre Irmãos: Avaliação e Tratamento (2012). Para crianças e famílias, o desenvolvimento de habilidades pró-sociais para aumentar as competências socioemocionais entre irmãos e o treinamento dos pais pode ser utilizado para prevenir o abuso entre irmãos. Para educadores e profissionais, abordar as relações entre irmãos no currículo pode ajudar a prevenir o abuso entre irmãos. Para os pesquisadores, dar atenção às relações entre irmãos e desenvolver programas de prevenção em colaboração com os profissionais pode criar métodos potenciais de prevenção para o abuso entre irmãos. Para a cultura em geral, Caspi propõe não aceitar a agressão entre irmãos como algo normal, promovendo campanhas de conscientização pública e educacionais, e tornando a agressão entre irmãos visível.

## Tratamento
John V. Caffaro delineia as melhores práticas clínicas para o tratamento do abuso entre irmãos no livro Trauma de Abuso entre Irmãos: Avaliação e Estratégias de Intervenção para Crianças, Famílias e Adultos (2014). Estas incluem "precauções extras para garantir a segurança da vítima, como trancas nas portas, aumento da supervisão por adultos e cooperação dos pais, familiares ampliados e da comunidade", "tratamento individual para a vítima e para o agressor, frequentemente com clínicos diferentes com expertise em trauma de abuso infantil" e "nenhuma reunião conjunta entre irmãos ou familiar com o agressor até que ele ou ela tenha aceitado total responsabilidade pelo abuso e até que o terapeuta esteja satisfeito de que a família pode e protegerá a vítima de novos abusos".

## Exemplos notáveis
Cheyenne Brando, filha do lendário ator Marlon Brando, confessou que seu irmão Christian parecia estar apaixonado por ela, e que ele tinha ciúmes do namorado dela, Dag Drollet; por isso, segundo Cheyenne, Christian o matou em 1990. Christian afirmou durante seu julgamento que Cheyenne lhe disse que Dag a abusava, que ele queria protegê-la e que nunca teve a intenção de matar Dag; foi um "terrível acidente". Christian foi condenado a dez anos de prisão em 1991, e Cheyenne cometeu suicídio em 1995. Cheyenne foi abusiva com suas duas irmãs, Maimiti e Raiatua, bem como com Marlon Brando e Tarita, seus pais, particularmente com sua mãe. Tarita Teriipaia escreveu um livro em 2005, que revelou que Cheyenne aterrorizava sua própria família, como resultado de seu sofrimento com esquizofrenia.
O serial killer francês Guy Georges abusou fisicamente de suas irmãs adotivas mais velhas quando tinha 14 anos, chegando a quase matá-las.
Em 2013, o ator australiano Hugh Jackman revelou o abuso físico e verbal por parte de seu irmão mais velho. Ele afirmou que o abuso ajudou em sua atuação em Wolverine, e que, quando seu irmão pediu desculpas, Jackman se sentiu aliviado.